# Radical 173
El radical 173, representado por el carácter Han 雨, es uno de los 214 radicales del diccionario de Kangxi. En mandarín estándar es llamado 雨部, (yǔ bù, ‘radical «lluvia»’); en japonés es llamado 雨部, うぶ (ubu), y en coreano 우 (u).
El radical 173 aparece en la parte superior de los caracteres que clasifica, con la forma variante ⻗. Los caracteres clasificados bajo el radical «lluvia» suelen tener significados relacionados con los fenómenos meteorológicos. Como ejemplo de lo anterior se encuentran 雪, ‘nieve’; 雲, ‘nube’; 雷, ‘trueno’.

## Nombres populares
- Mandarín estándar:　雨字頭, yǔ　zì tóu, ‘carácter «lluvia» en la parte superior’.
- Coreano: 비우부, bi u bu, ‘radical u-lluvia’.
- Japonés:　雨冠（あめかんむり）, amekanmuri, ‘«lluvia» en la parte superior del carácter’.[1]
- En occidente: radical «lluvia».

## Galería
| Estilos antiguos                                 | Estilos antiguos                  | Estilos antiguos                        | Estilos antiguos                   | Estilos antiguos                   | Estilos empleados actualmente       | Estilos empleados actualmente  | Estilos empleados actualmente    | Estilos empleados actualmente   | Estilos empleados actualmente  |
|                                                  |                                   |                                         |                                    |                                    |                                     | 雨                             | 雨                               |                                 |                                |
| 甲骨文 jiǎgǔwén (escritura de huesos oraculares) | 金文 jīnwén (escritura de bronce) | 简帛 jiǎnbó (escritura de bambú y seda) | 篆文 zhuànwén (escritura de sello) | 篆文 zhuànwén (escritura de sello) | 隸書 lìshū (estilo de los escribas) | 楷書 kǎishū (estilo regular)   | 楷書 kǎishū (estilo regular)     | 行書 xǐngshū (estilo corriente) | 草書 cǎoshū (estilo de hierba) |
| 甲骨文 jiǎgǔwén (escritura de huesos oraculares) | 金文 jīnwén (escritura de bronce) | 简帛 jiǎnbó (escritura de bambú y seda) | 大篆 dàzhuàn (sello grande)        | 小篆 xiǎozhuàn (sello pequeño)     | 隸書 lìshū (estilo de los escribas) | 繁體／繁体 fántǐ (tradicional) | 简体／簡體 jiǎntǐ (simplificado) | 行書 xǐngshū (estilo corriente) | 草書 cǎoshū (estilo de hierba) |

## Caracteres con el radical 173
| trazos | carácter                                  |
| ------ | ----------------------------------------- |
| + 0    | 雨                                        |
| + 3    | 雩 雪 雫                                  |
| + 4    | 雬 雭 雮 雰 雱 雲 雯 靊                   |
| + 5    | 雳 雴 零 雷 雸 雹 雺 電 雵 雼 雽          |
| + 6    | 雾 需 雿                                  |
| + 7    | 霁 霂 霄 霅 霆 震 霈 霉 霊                |
| + 8    | 霃 霋 霍 霎 霏 霐 霑 霒 霓 霔 霕 霖 霗 霘 |
| + 9    | 霙 霌 霚 霜 霝 霞 霟 霠 霡 霢 霣          |
| + 10   | 霤 霛                                     |
| + 11   | 霥 霧 霦 霨 霪 霩 霫 霬                   |
| + 12   | 霭 霮 霰 霯 霳 霱                         |
| + 13   | 露 霴 霵 霶 霸 霹 霷                      |
| + 14   | 霻 霺 霽 霾 霼 霿                         |
| + 15   | 靀                                        |
| + 16   | 靂 靃 靄 靅 靆 靇 靈                      |
| + 17   | 靉                                        |
| + 18   | 靁                                        |
| + 19   | 靋 靌                                     |
| + 31   | 靐                                        |